# Van Alderwerelt

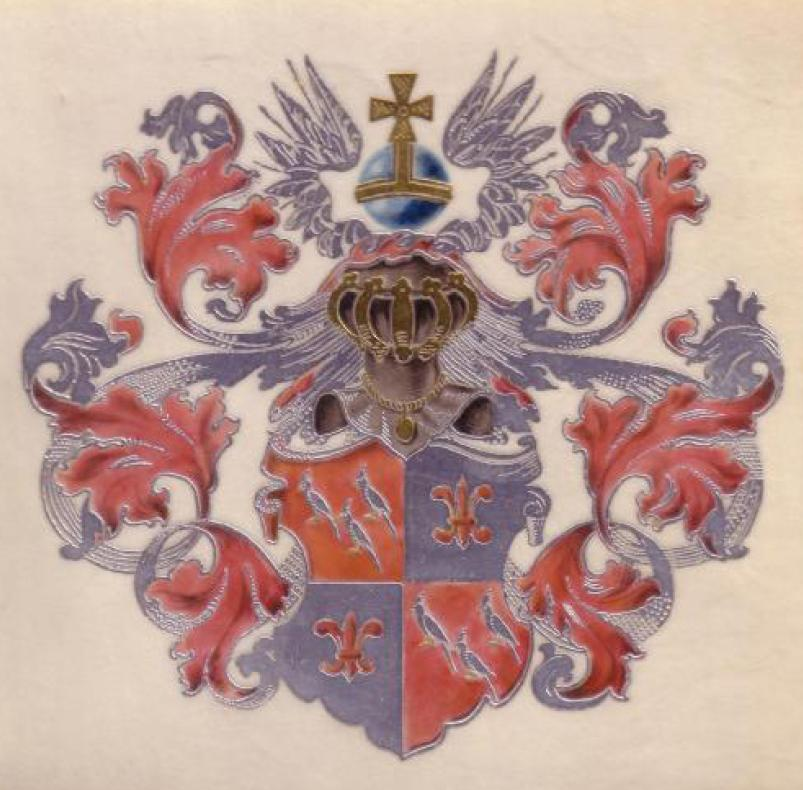
Armoiries de la famille.

Van Alderwerelt, aussi Van Alderwerelt van Rosenburgh, Van Alderwerelt Houttuijn et De Roo van Alderwerelt, est un nom de famille hollandais dont une branche a été incluse dans la noblesse hollandaise.

## Histoire
Le membre de la famille le plus ancien recensé est Cornelis van Alderwerelt qui vivait à Menin (Flandre occidentale) avant 1580. Son fils Jan s'établit comme marchand de draps à Amsterdam. Le patronyme a été inclus dans l'ouvrage de référence généalogique Nederland's Patriciaat en 1917 et à nouveau en 1956. Les archives familiales sont conservées aux Archives nationales de La Haye.

### Descendance
- Jan van Alderwerelt (-1637), marchand de tissus, s'installe à Amsterdam
  - Jan van Alderwerelt (1614-1661), marchand
    - Adriaen van Alderwerelt (1641-1691), marchand
      - M. Adriaen van Alderwerelt (1669-1729), bourgeois, 1694-1696, conseiller et agent de Charles VI, empereur du Saint Empire romain germanique
        - Jean Louis van Alderwerelt (1711-1778), seigneur de Heenvliet et du Coolwyckspolder (par vente 1737), conseiller, échevin et maire de Hattem 1752-1771, élevé au rang de baron par décret de l'empereur François I en 1755 du Saint Empire romain germanique ; épouse en 1738 Susanna Maria Houttuijn (1720-1760), dame de Oude en Nieuwe Struyten
          - Adriaan Louis des HRR Rijksbaron van Alderwerelt (1739-1781), seigneur d'Oude- en Nieuwe Struyten et Heenvliet, échevin, conseil et maire de Brielle
          - M. Jean Constantijn van Alderwerelt (1748-1825), juge de la ville et office de Doesburg, incorporé à la noblesse hollandaise en 1815. Ancêtre de la branche noble.
          - Louise Caroline van Alderwerelt (1755-1783); épouse en 1775 Pieter Graafland (1745-1793), seigneur de Heenvliet et de Coolwijkspolder, échevin de Brielle

  - Pieter van Alderwerelt (1619-1681), marchand
    - Jan van Alderwerelt (1663-1716), marchand
      - Rogier van Alderwerelt (1695-1738), jeune marchand 
        - M. Joan Carel van Alderwerelt (1726-1791), bourgeois de Delft (1752), conseil, échevin et maire ; épouse en 1751 Alida Anna De Roo (1725-1785), fille de Joan Carel De Roo, seigneur de Rosenburgh et Blanckenburgh
          - M. Rugier van Alderwerelt, seigneur de l'Ancien et du Nouveau Rosenburgh et Blanckenburgh (1754-1820)
            - Rugier Pieter van Alderwerelt (1796-1860)
              - Rugier Pieter Magdalenus van Alderwerelt van Rosenburgh (ajout du nom à KB daté du 14 février 1883, n° 24) (1831-1895), ancêtre de la branche d'Alderwerelt van Rosenburgh

          - Gaspar van Alderwerelt (1763-1837), conseiller et échevin (-1793) à Haarlem
          - M. Willem Pieter de Roo van Alderwerelt (1765-1837), échevin, prés. Conseil, prov. maire van Brielle, ancêtre de la branche de Roo van Alderwerelt

## Branche noble

Jean Constantin van Alderwerelt.

En 1815, Jean Constantijn van Alderwerelt (1748-1825) rejoint la noblesse hollandaise. En 1822, il fut décrété que lui et ses descendants recevraient le titre de baronnet conformément au décret de 1755.

### Descendance

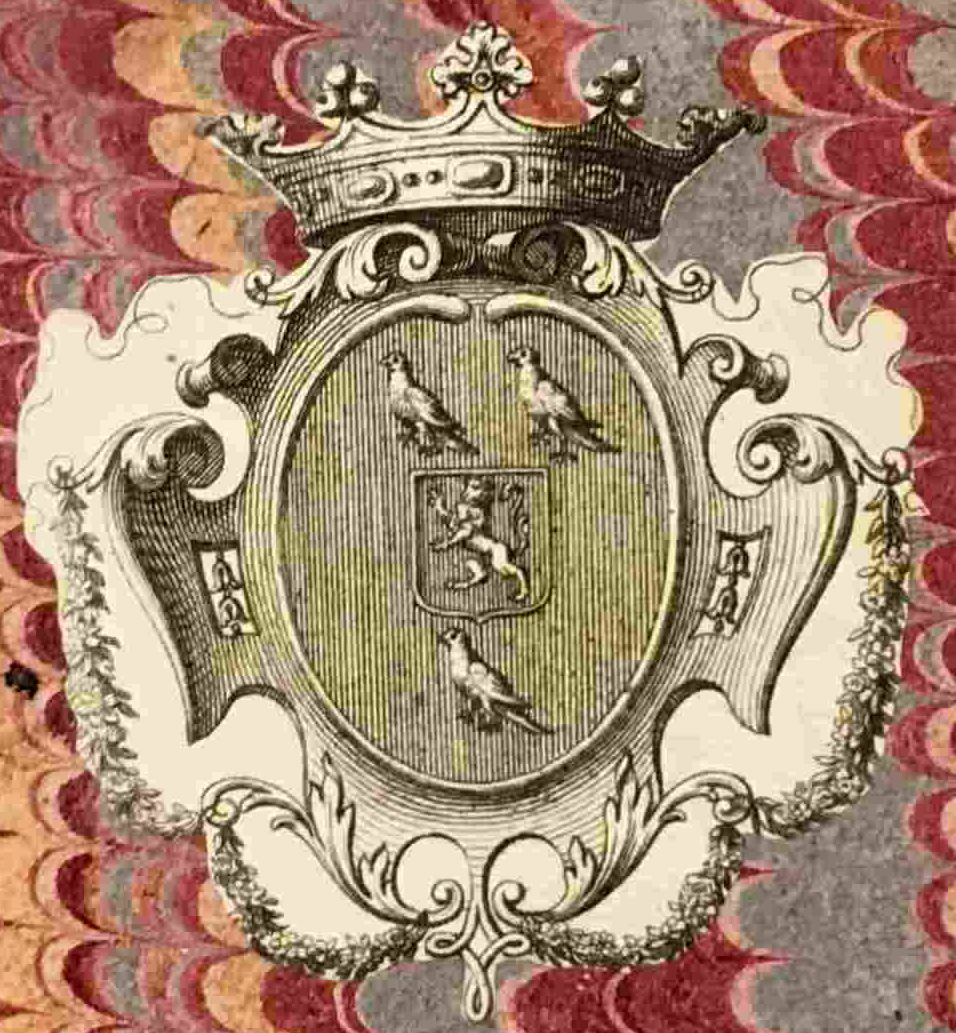
Ex-libris de Jean Constantijn baron van Alderwerelt.

- M. Jean Constantijn baron van Alderwerelt (1748-1825), juge de la ville et bureau de Doesburg
  - M. Marinus Constantijn baron van Alderwerelt Houttuijn (changement de nom par décret royal 1924), (1783-1871), officier, dernier lieutenant-colonel de cavalerie
    - Jan Constantijn Peter baron van Alderwerelt Houttuijn (1828-1905), dernier de la branche noble avec laquelle la famille noble Van Alderwerelt s'est éteinte

## Branche d'Alderwerelt van Rosenburgh
Cette branche est née après que Rugier Pieter Magdalenus van Alderwerelt van Rosenburgh (ajout du nom à dater du 14 février 1883, n° 24) (1831-1895) ait ajouté le nom Rosenburgh. 
- Rugier Pieter Magdalenus van Alderwerelt van Rosenburgh (1831-1895), capitaine d'infanterie.
  - Cornelis Rugier Willem Karel van Alderwerelt van Rosenburgh (1863-1936),  conservateur du Jardin botanique des terres à Buitenzorg
  - Caroline Wilhelmina Henriette van Alderwerelt van Rosenburgh (1886-1934); marié en 1916 avec Ir. Pierre François de Bordes (1886-1933), sous-directeur des travaux publics à Haarlem
    - Tobie Constantin de Bordes (1927-2012), acteur et performeur

## Tak de Roo van Alderwerelt
Le nom est né après le mariage en 1751 de Joan Carel van Alderwerelt et Alida Anna De Roo. Leur deuxième fils Willem Pieter van Alderwerelt, a ajouté son nom à son nom quand, à savoir. Willem Pieter de Roo van Alderwerelt, après quoi les descendants ont été autorisés à le conserver.
- Willem Pieter de Roo van Alderwerelt (1765-1837), échevin, président du Conseil, bourgmestre provisoire de Brielle
  - Joan Carel Anne de Roo van Alderwerelt (1792-1849), major de l'infanterie.
    - Jan Karel Hendrik de Roo van Alderwerelt (1832-1878), militaire et homme politique.
      - Charles François de Roo van Alderwerelt (1863-1944)
        - Joan Karel Hendrik de Roo van Alderwerelt (1897-1987), général de brigade titulaire, adjudant du prince Bernhard 1937-1946
        - Charles François de Roo van Alderwerelt (1901-1959), bourgmestre par intérim de Harmelen de 1952 à 1954 et bourgmestre de Leusden de 1956 à 1959

  - Gasparina Anna Lucia de Roo van Alderwerelt (1799-1820); épousa Dirk Johan van Winsheym (1792-1877), major général d'infanterie titulaire, Knight Military William Order